# Raymond Corbin
Pour les articles homonymes, voir Corbin.

Avers de la pièce de 1FF Institut de France gravée par Raymond Corbin.

Raymond Corbin, né le 23 avril 1907 à Rochefort (Charente-Inférieure) et mort le 1er mars 2002 à Boulogne-Billancourt, est un médailleur, sculpteur et illustrateur français,

## Biographie
Ayant eu Henri Dropsy comme professeur à l'École nationale supérieure des beaux-arts de Paris, il lui succède comme professeur de gravure en médaille en 1955.
Il est également élu à l'Académie des beaux-arts le 12 mars 1970  à son fauteuil.Son épouse, née Charlotte Suret-Canale, est décédée le 14 novembre 2008, à l'âge de 95 ans.

## Œuvres

### Médaille
- Ordre du Mérite sportif.
- Ministère de l'agriculture Mutualité - Coopération - Crédit, vers 1990, argent, 50 mm, 74 g.

### Monnaies françaises
- Pièce de 1 franc Institut de France.

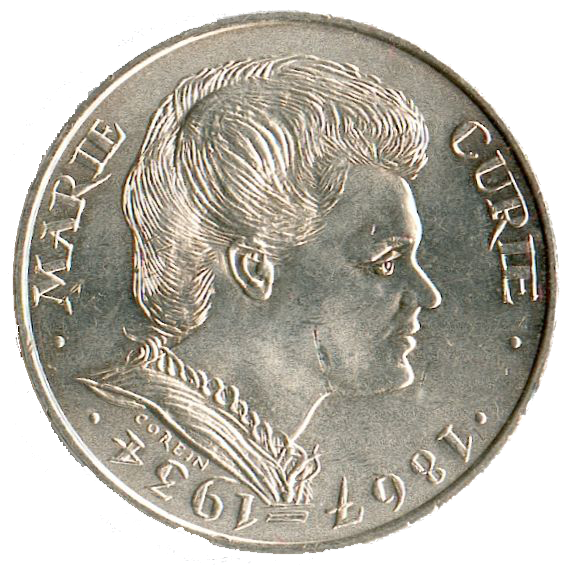
Avers de la pièce de 100 francs 1984 (Marie Curie) gravée par Raymond Corbin.

- Avers de la pièce de 100 francs 1984 (Marie Curie) gravée par Raymond Corbin.Pièce de 100 francs Marie Curie.

### Sculpture
Haut relief "Maquis" au Mémorial de la France combattante du Mont Valérien
Buste en bronze de Charles de Gaulle, fonderie Pierre Thinot à Paris.

## Élèves
- Jacques Coquillay (né en 1935).
- Michel Baduel (né en 1932)
- Pierre-Pascal Aubin
- Frédérique Maillart
- Brahim Konstantini

## Distinctions
- Officier de la Légion d'honneur
- Officier de l'ordre national du Mérite
- Chevalier de l'ordre des Palmes académiques
- Officier de l'ordre des Arts et des Lettres